# Ilha do Rei

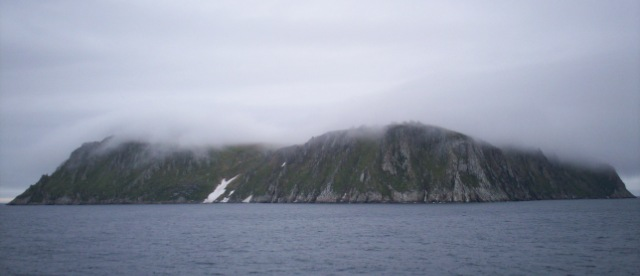
Vista da ilha.

Ilha do Rei (em inglês:  King Island, é uma ilha localizada a 40 milhas de Cape Douglas, no sul do Alasca.

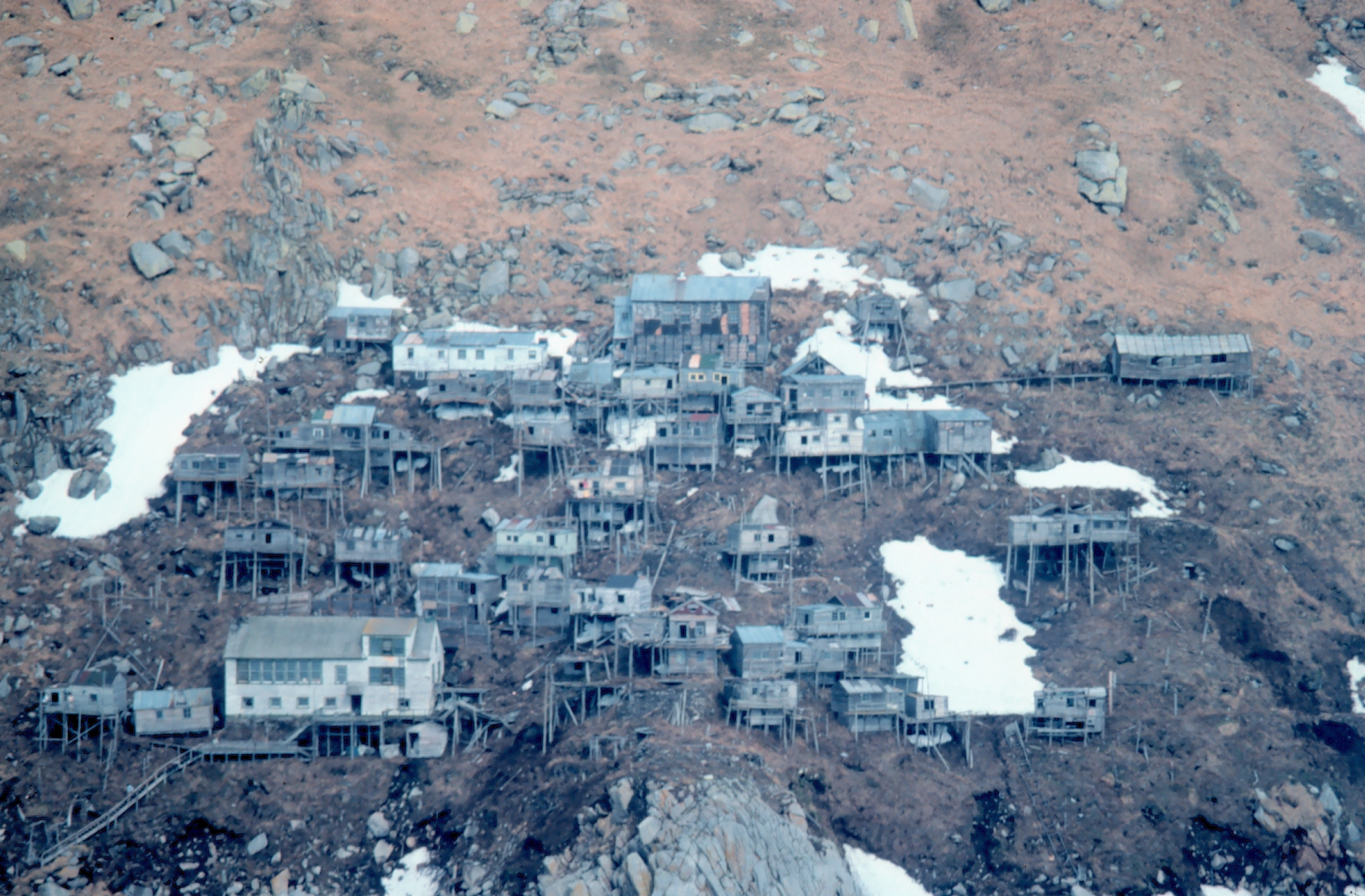
Vila na ilha, abandonada em 1978.

A ilha tinha uma vila que possuía 200 moradores, e atualmente está abandonada.